# Hawker

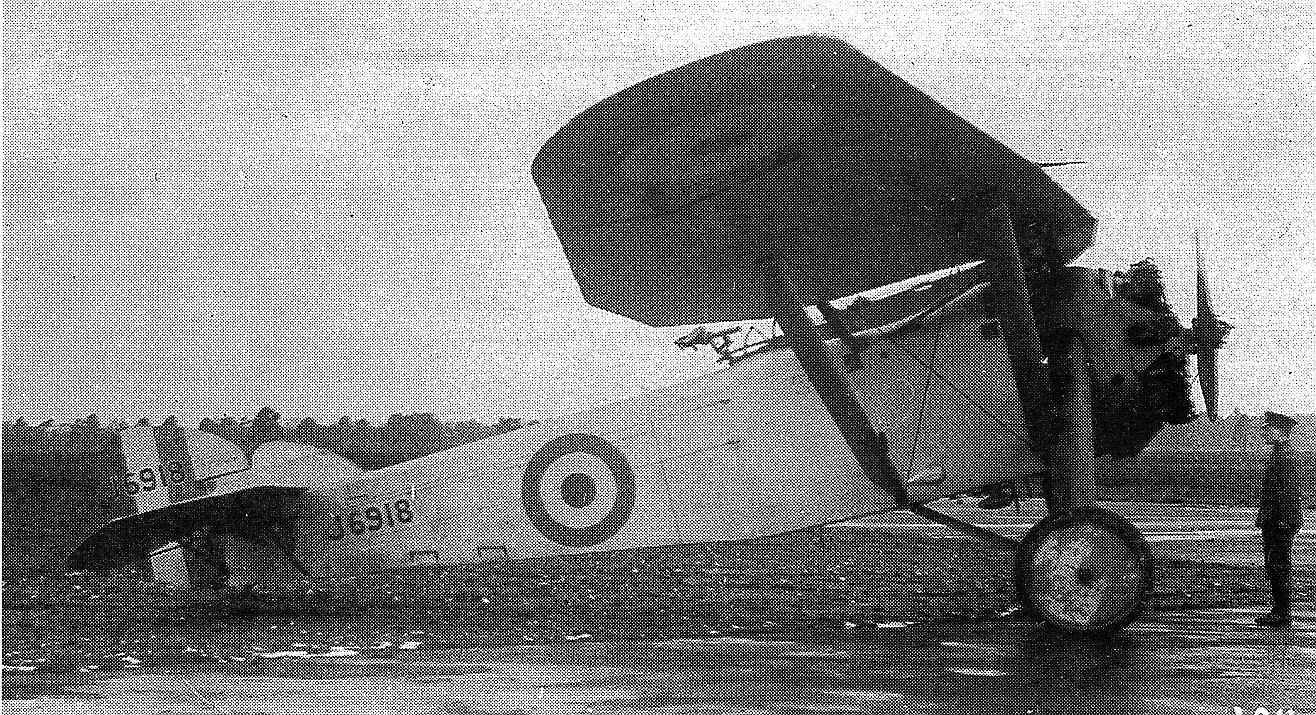
Hawker Duiker uit 1923

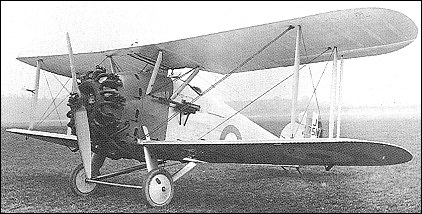
Hawker Woodcock

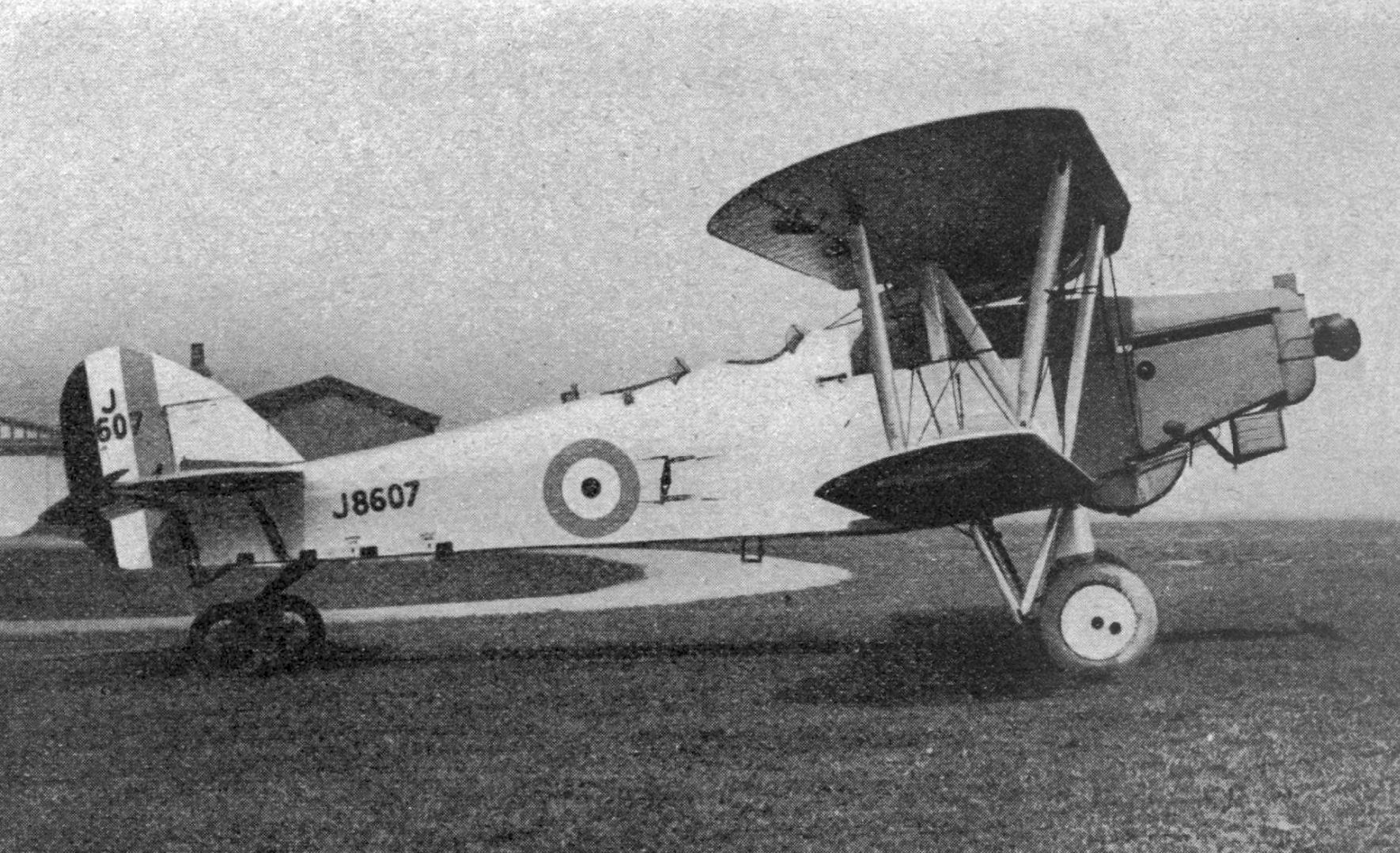
Hawker Horsley

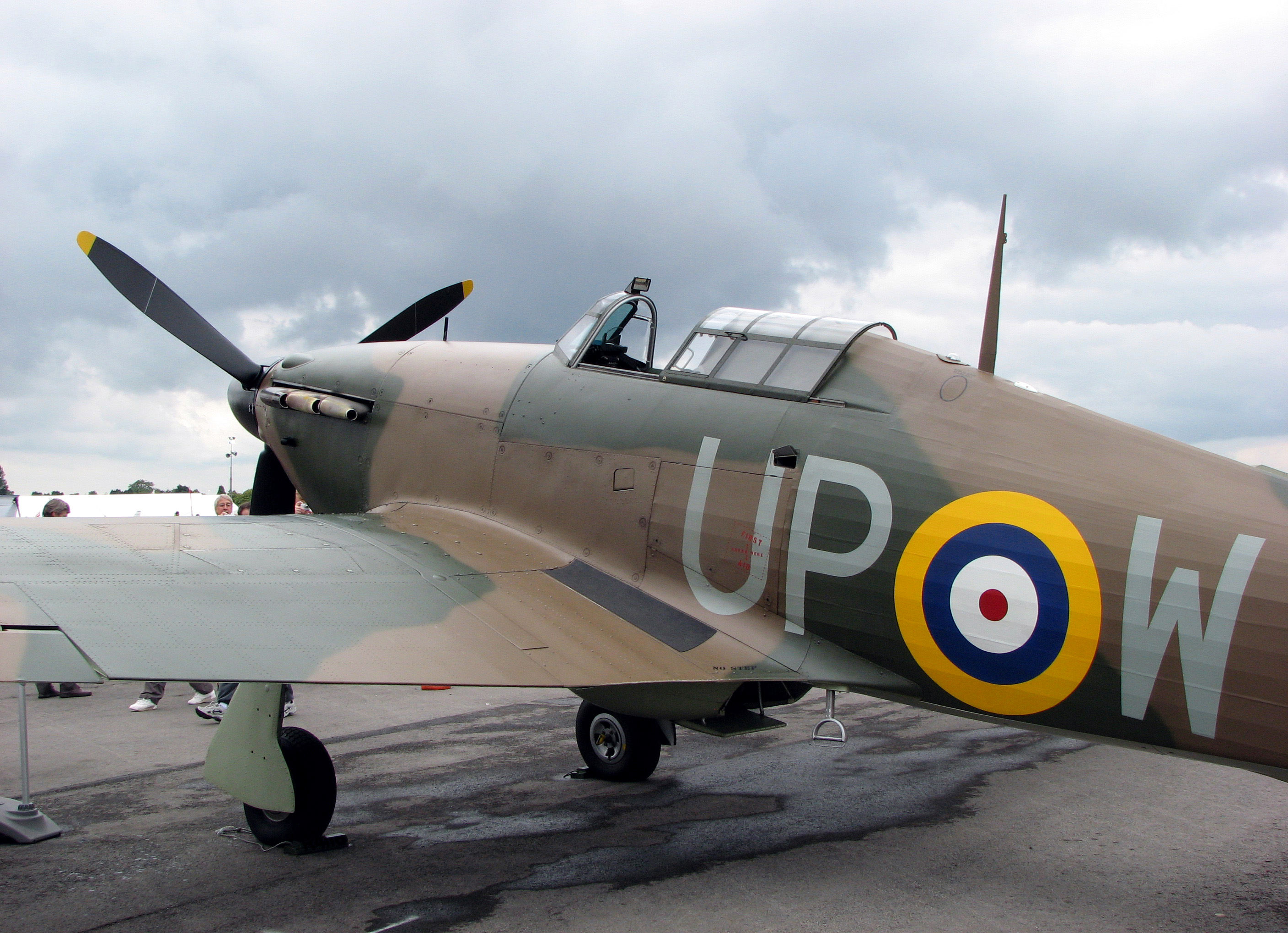
Hawker Hurricane Mark I jachtvliegtuig

Hawker is een Brits historisch merk van vliegtuigen en motorfietsen. De bedrijfsnaam was H.G. Hawker Engineering Co. Ltd., later Hawker Aircraft Ltd, Kingston upon Thames.

## Vliegtuigen
Hawker ontstond na de Eerste Wereldoorlog toen de Britse vliegtuigindustrie sterk moest inkrimpen waardoor de Sopwith Aviation Company failliet ging. Sopwith was in 1912 opgericht en de Australiër Harry Hawker was naar Engeland gekomen om te leren vliegen. Hij kwam hiervoor terecht bij Sopwith en werd aangenomen als testpiloot. Het bedrijf stond destijds onder leiding van Thomas Sopwith, verkoop, Fred Sigrist, productie, en Harry Hawker die zich ook richtte op het vliegtuigontwerp. In de Eerste Wereldoorlog bouwde Sopwith duizenden vliegtuigen, van de zeer succesvolle Sopwith Camel werden meer dan 5000 exemplaren gemaakt. Na de oorlog zakte de vraag sterk in en het bedrijf kwam in financiële problemen.
In 1920 kochten Hawker en drie anderen, waaronder Thomas Sopwith, de restanten van het bedrijf op en gingen verder onder de bedrijfsnaam "H.G. Hawker Engineering". Het had alle ontwerpen en faciliteiten overgenomen van Sopwith inclusief de onderhoudscontracten voor de Royal Air Force. Het bedrijf was verder actief als producent van motorfietsen. Harry Hawker kwam in juli 1921 om bij een vliegtuigongeval en hij heeft het eerste toestel van het bedrijf, de Hawker Duiker, niet zien vliegen. Er volgde meer toestellen voor de RAF zoals de Woodcock, een gevechtsvliegtuig, en de bommenwerper Horsley. Dit laatste toestel was ontworpen door Sidney Camm die in 1922 bij het bedrijf was gekomen. Hij werd de belangrijkste vliegtuigontwerper van het bedrijf. Camm was verantwoordelijk voor het ontwerp van de Hawker Hurricane die op 6 november 1935 voor het eerste vloog.
In 1933 veranderde de bedrijfsnaam in "Hawker Aircraft Ltd". Hawker profiteerde van de gevolgen van de Grote Depressie door in 1934 de Gloster Aircraft Company over te nemen. In 1935 ging het samen met Amstrong Siddeley Development Corporation met John Siddeley als eigenaar. Tot de Amstrong Siddeley Development Corporation behoorde ook Armstrong Siddeley Motors, Armstrong Whitworth Aircraft en High Duty Alloys. John Siddeley had in 1928 ook de vliegtuigbouwer Avro gekocht en deze aan zijn groep toegevoegd. De nieuwe combinatie ging verder als "Hawker Siddeley Aircraft". 
Hawker bleef als onderdeel van de Hawker-Siddeley Aircraft onder eigen naam vliegtuigen bouwen. Nadat in 1955 de Hawker-Siddeley-Group ontstond verviel de merknaam Hawker. De Hawker P.1127 was het laatste vliegtuig dat de naam droeg.
In de jaren negentig ging de Amerikaanse producent Raytheon privéjets onder de naam "Hawker" bouwen. Dit was het gevolg van het opkopen van de productlijn van British Aerospace in 1993. Nog later werd de naam gebruikt door Hawker Beechcraft, nadat Beechcraft de bouw van de privéjets van Raytheon had overgenomen.

## Motorfietsen
Meteen bij de oprichting van het bedrijf gingen Hawker en Sopwith motorfietsen produceren. Dat was voor Thomas Sopwith geen nieuw terrein, want al in 1919 had ABC Motors samen met Sopwith Engineering 400cc-motorfietsen gemaakt, maar ook de 123cc-Skootamota. Onder de merknaam "Hawker" leverden ze al modellen met een eigen 293cc-tweetaktmotor. Voor de zwaardere modellen werden inbouwmotoren ingekocht bij Blackburne in Gosport. Blackburne leverde aan Hawker zowel zij- als kopklepmotoren van 347 cc en zijkleppers van 548 cc. De productie van motorfietsen liep van 1920 tot en met 1923. 